# I Am a Pole (And So Can You!)
I Am a Pole (And So Can You!) (« Je suis un mât (et vous pouvez l'être aussi !) ») est un livre satirique écrit en 2012 par l'humoriste américain Stephen Colbert et les scénaristes du Colbert Report.

## Résumé
Présenté comme un faux livre pour enfants, il raconte l'histoire d'un mât (Pole) qui tente de trouver sa place dans la vie. Le titre est une référence au premier livre de Colbert, I Am America (And So Can You!), et le livre parodie les ouvrages de littérature jeunesse comme ceux de Maurice Sendak.